# Taquaras

Rancho Queimado in Santa Catarina

Taquaras ist ein Distrikt von Rancho Queimado im brasilianischen Bundesstaat Santa Catarina. Er befindet sich an einer zwischen 1896 und 1904 errichteten Straße, die die Stadt Lages mit der Küste des Bundesstaates (u. a. Florianópolis) verbindet.
In Taquaras feiert man jedes Jahr das Erdbeerfest (Festa do Morango), ähnlich dem Erntedankfest. Die Landwirtschaft hat dort eine große Bedeutung. In dem Distrikt steht auch das Landhaus von Hercílio Luz, dem ehemaligen Gouverneur des Bundesstaats, in dem sich heute ein Museum befindet.
- Am 1. März 1967 wurde die Resolution N° 27/67 verabschiedet, die die Gründung des Distrikts Taquaras vorsah. Am 10. Mai desselben Jahres gab die Legislative des Landes Santa Catarina ihre Zustimmung. Zwei Tage später wurde die Gründung im Gesetz N° 1060 offiziell bekanntgegeben.

- Am 22. Dezember 1980 deklarierte die Fundação Catarinense de Cultura das Landhaus von Hercílio Luz als historisches Erbe, gemäß Gesetz N° 5846.

Koordinaten: 27° 38′ S, 49° 7′ W